# 2002년 9월
| 2002년: 1월 · 2월 · 3월 · 4월 · 5월 · 6월 · 7월 · 8월 · 9월 · 10월 · 11월 · 12월 |

| <           | 2002년 9월 | 2002년 9월 | 2002년 9월 | 2002년 9월 | 2002년 9월 | >          |
| 일          | 월         | 화         | 수         | 목         | 금         | 토         |
| 1 7.24 임신 | 2 25 계유  | 3 26 갑술  | 4 27 을해  | 5 28 병자  | 6 29 정축  | 7 8.1 무인 |
| 8 2 기묘    | 9 3 경진   | 10 4 신사  | 11 5 임오  | 12 6 계미  | 13 7 갑신  | 14 8 을유  |
| 15 9 병술   | 16 10 정해 | 17 11 무자 | 18 12 기축 | 19 13 경인 | 20 14 신묘 | 21 15 임진 |
| 22 16 계사  | 23 17 갑오 | 24 18 을미 | 25 19 병신 | 26 20 정유 | 27 21 무술 | 28 22 기해 |
| 29 23 경자  | 30 24 신축 |            |            |            |            |            |

| 편집하기 |

2002년 9월부터 ~ 2002년 10월까지 세계 현대사

## 2002년9월 31일
- 강원도 화천군 평화의 댐 2단계 증축공사 개시하다.

## 2002년9월 29일
- 제14회 아시안 게임이 부산광역시에서 개막하다.(~10월 14일)

## 2002년9월 27일
- 동티모르가 유엔에 가입하다.

## 2002년9월 26일
- 성서 초등학생 실종 사건의 실종자 5명의 유골이 실종 11년 만에 발견되었다.

## 2002년9월 24일
- 조선민주주의인민공화국, 신의주특별행정구 초대 행정장관에 양빈(楊斌)을 임명하다.
- 대한민국과 조선민주주의인민공화국, 남북 비무장지대(DMZ) 군사 핫라인 분단이후 처음으로 개통하다.

## 2002년9월 23일
- 제14회 아시아 게임에 참가한 조선민주주의인민공화국의 선수단이 부산에 도착하다.

## 2002년9월 21일
- 평양에서 추석맞이 남북교향악 합동연주회 개최되다.

## 2002년9월 19일
- 조선민주주의인민공화국, 신의주를 특별행정구(경제특구)로 지정하다.

## 2002년9월 18일
- 남북 경의선 및 동해선의 철도와 도로 연결공사를 동시에 착공하다.

## 2002년9월 17일
- 대한민국과 조선민주주의인민공화국, 제7차 남북군사실무회담 남북철도, 도로 연결 실무협의회 종료, DMZ 군사보장합의서 공식 발효되다.

## 2002년9월 13일
- 제5차 남북 이산가족 상봉 행사에 참가한 남측가족이 조선민주주의인민공화국 장전항에 도착하다.

## 2002년9월 12일
- 대한민국 의문사진상규명위원회가 1974년 인혁당재건위원회사건이 중앙정보부의 조작이라고 발표하다.
- 주한미군, 조선민주주의인민공화국과 비무장지대(DMZ) 공사 관련된 관리권 이양 합의문에 서명하다.

## 2002년9월 10일
- 대한민국, 국무총리서리에 김석수 전 중앙선거관리위원회 위원장을 임명하다.
- 스위스가 유엔에 가입하다. (190번째 가입국)

## 2002년9월 8일
- 남북적십자사가 금강산 지역에 이산가족면회소 공동설치 등 6개항 합의사항을 발표하다.
- 이창동 감독 영화 《오아시스》가 제59회 베니스 국제 영화제에서 감독상과 신인배우상을 수상하다.

## 2002년9월 3일
- 대법원은 부녀자를 연쇄살해한 혐의로 기소된 김종근(30세)의 상고심에서 사형을 선고한 원심을 확정하다.
- 탈북자 16명이 베이징 소재 독일대사관 직원 숙소에 진입하여 망명을 요청하다.

## 2002년9월 2일
- 중화인민공화국, '한가정 한자녀' 정책 법제화를 공식 시행하다.